# Damülser Berge
Die Damülser Berge sind eine knapp 13 Kilometer lange Bergkette im Bregenzerwaldgebirge in Vorarlberg. Sie gehört zum Kernbereich des Hinteren Bregenzerwalds. Ihr höchster Gipfel ist die Damülser Mittagsspitze mit 2095 m ü. A.

## Einordnung
Im aktuellen Alpenvereinsführer von Dieter Seibert aus dem Jahre 2008, in der Vorversion von Walther Flaig aus dem Jahre 1977 und in der internationalen vereinheitlichten orographischen Einteilung der Alpen (SOIUSA) bilden die Damülser Berge eine der vier, elf respektive dreizehn Untergruppen des Bregenzerwaldgebirges. Bei Flaig heißt die Untergruppe Damülser Berge und Kanisfluh, während sie in der SOIUSA Damülser Berge im engeren Sinn genannt wird, zur Unterscheidung zu den Damülser Bergen im weiteren Sinn, die zusätzlich noch die angrenzende Glatthorngruppe umfassen.
| Einordnung nach SOIUSA | Einordnung nach SOIUSA | Einordnung nach SOIUSA                                 |
| ---------------------- | ---------------------- | ------------------------------------------------------ |
| Teil                   | II                     | Ostalpen                                               |
| Sektor                 | II/B                   | Nördliche Ostalpen                                     |
| Abschnitt              | 22                     | Bayerische Alpen                                       |
| Sektor                 | 22/A                   | Allgäuer und Bregenzer Alpen                           |
| Unterabschnitt         | 22.I                   | Bregenzerwaldgebirge                                   |
| Obergruppe             | 22.I.A                 | Westliches Bregenzerwaldgebirge                        |
| Gruppe                 | 22.I.1                 | Damülser Berge i. w. S. (Glatthorn-Mittagspitze-Kette) |
| Untergruppe            | 22.I.1.b               | Damülser Berge i. e. S.                                |

Die Gebirgsgruppengliederung für das österreichische Höhlenverzeichnis nach Hubert Trimmel aus dem Jahre 1968 teilt die Damülser Berge auf die Nummern 1117 Kanisfluh und 1118 Damülser Mittagsspitz innerhalb der Gruppe 1110 Rheintal – Walgau – Bregenzer Wald auf.

## Lage und Umgrenzung

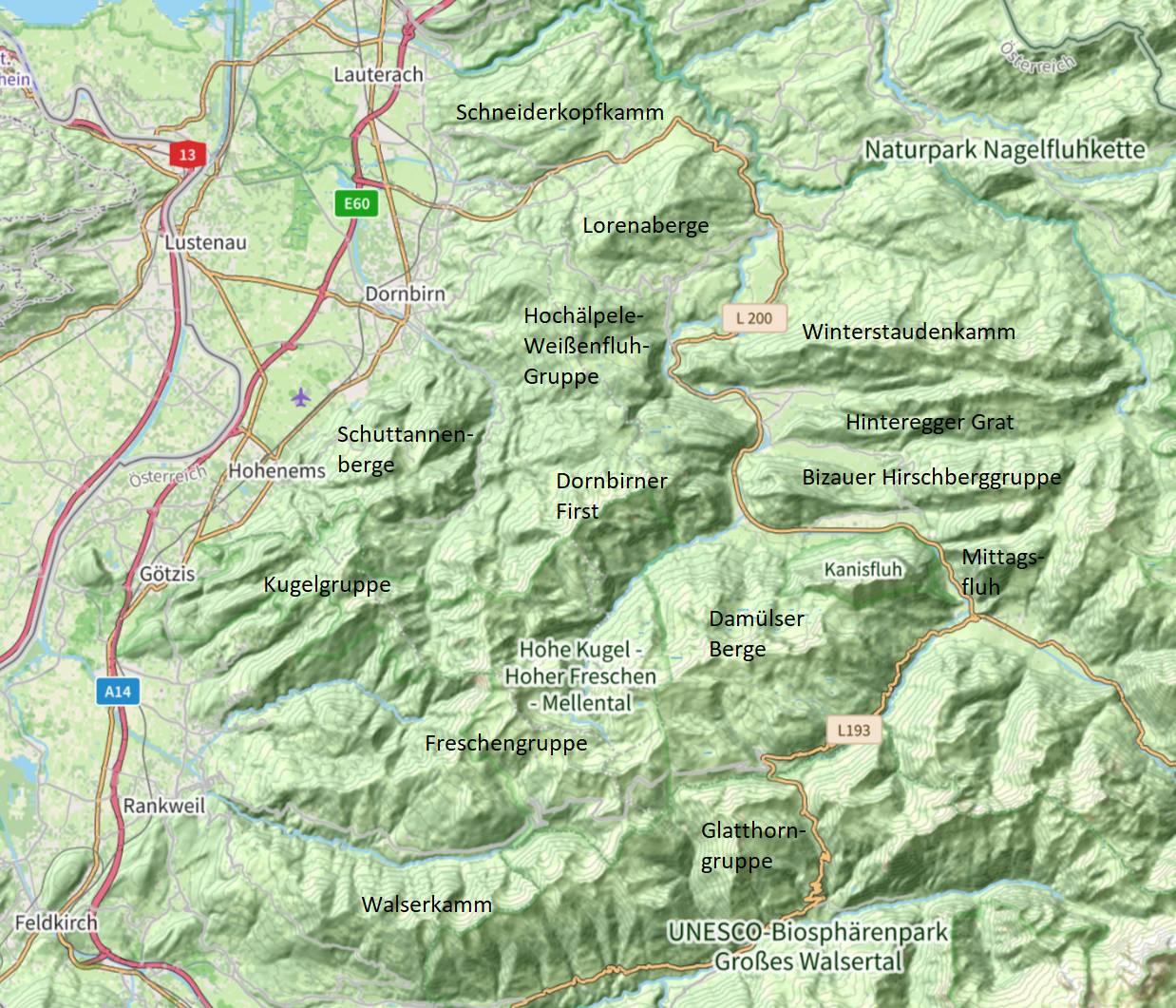
Untergruppen des Bregenzerwaldgebirges

Die Damülser Berge liegen im österreichischen Bundesland Vorarlberg, zwischen Mellau im Norden und Damüls im Süden. Außer diesen beiden Gemeinden haben auch noch Au (Vorarlberg), Schnepfau und Dornbirn Anteil an dieser Gebirgskette.
Die Umgrenzung der Damülser Berge verläuft im Uhrzeigersinn entlang der Linie Bregenzer Ach – Argenbach – Bregetzbach – Unterdamülser Furka – Hüttabach – Ladritschbach – Portlabach – Portla Fürkele – Mellenbach. Die Unterdamülser Furka verbindet die Damülser Berge mit der Glatthorngruppe und das Portla Fürkele mit der Freschengruppe.
| Dornbirner First |                 | Bizauer Hirschberggruppe                 |
| Freschengruppe   |                 | Mittagsfluh                              |
|                  | Glatthorngruppe | Zitterklapfengruppe (Lechquellengebirge) |

## Gipfel und Sättel

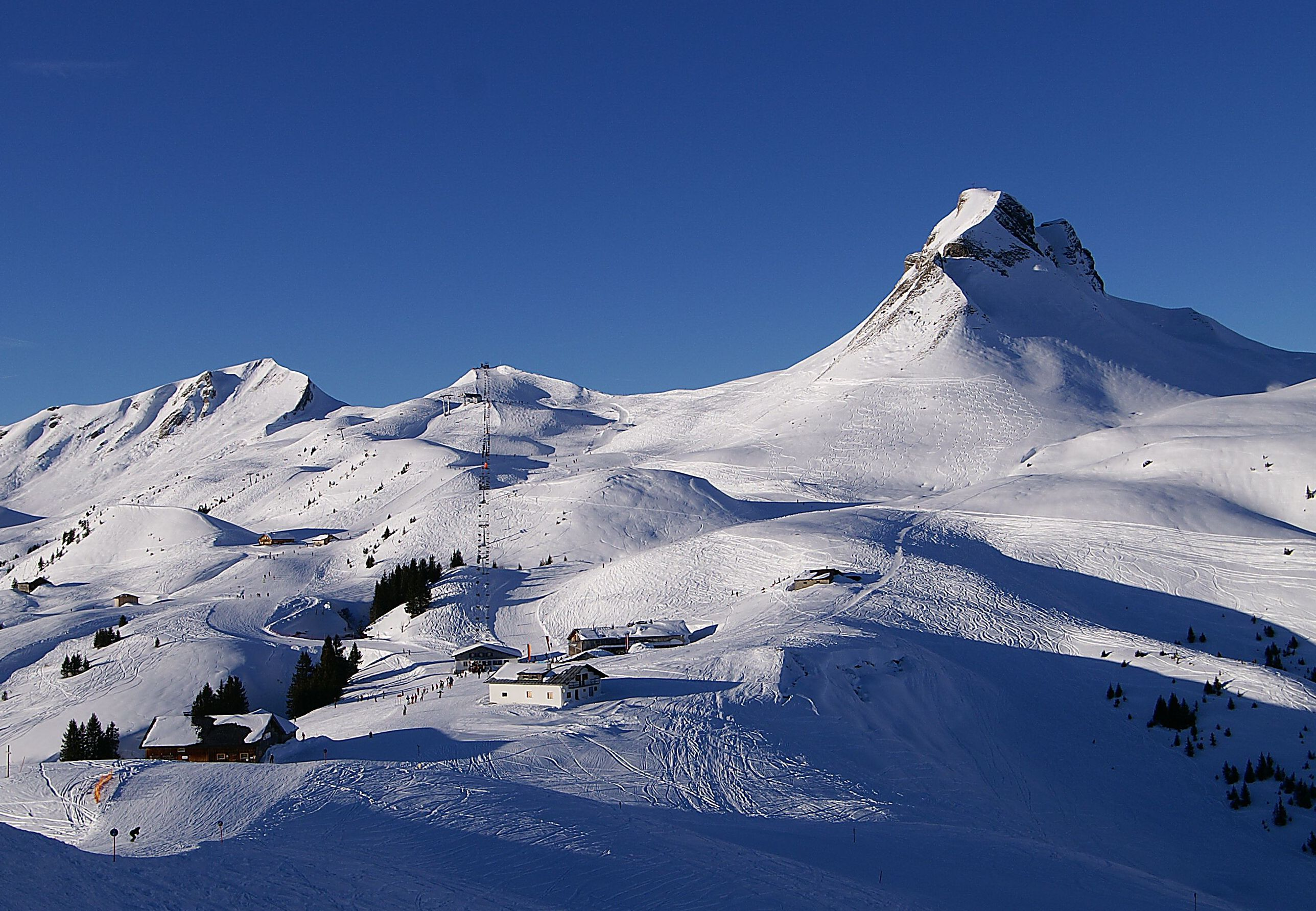
Südseite des Damülser Kamms um die Ugaalpe mit der dominierenden Mittagspitze

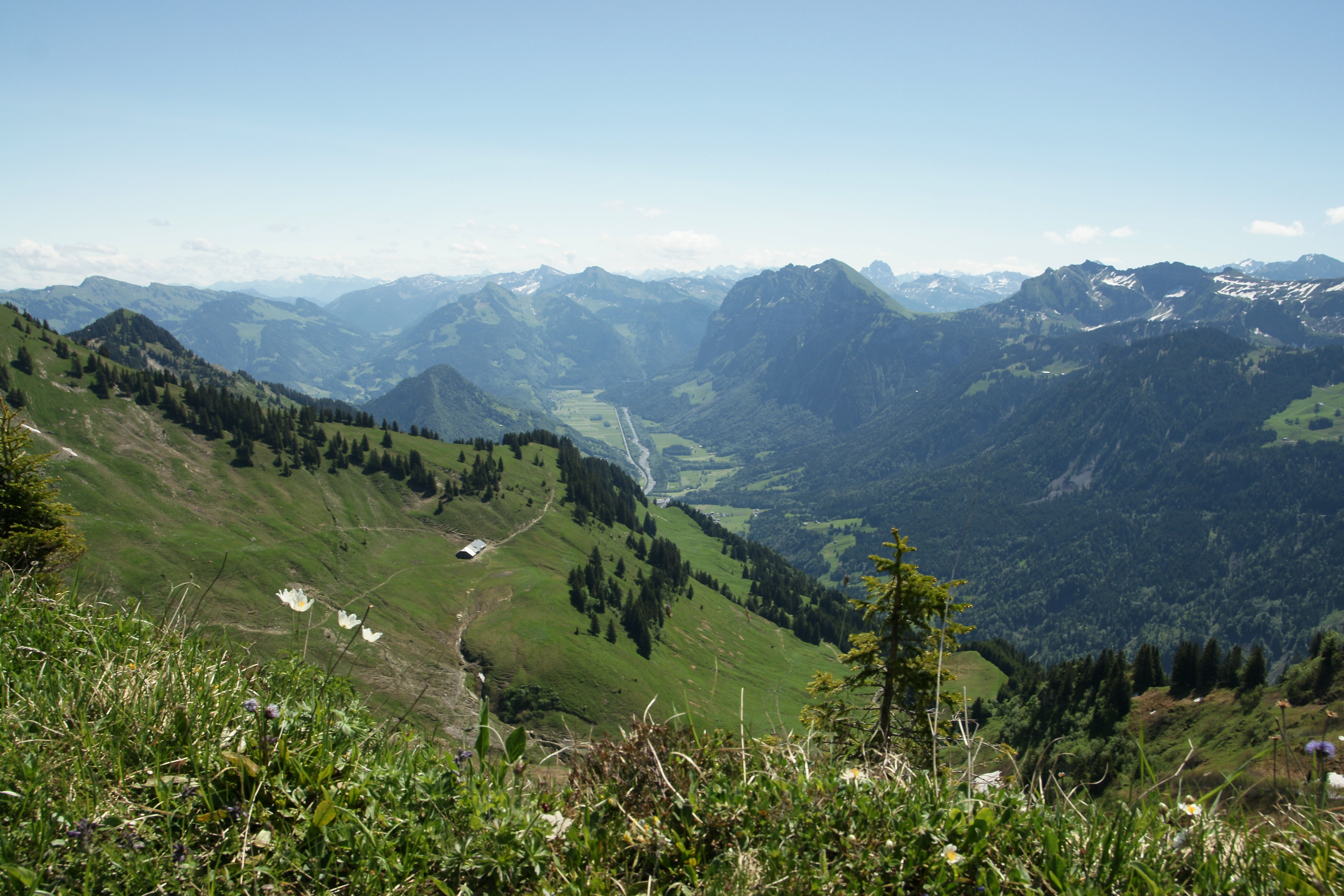
Kanisfluh – Sattel der Öberlealpe – Klippernkamm, vom Dornbirner First aus gegen Osten

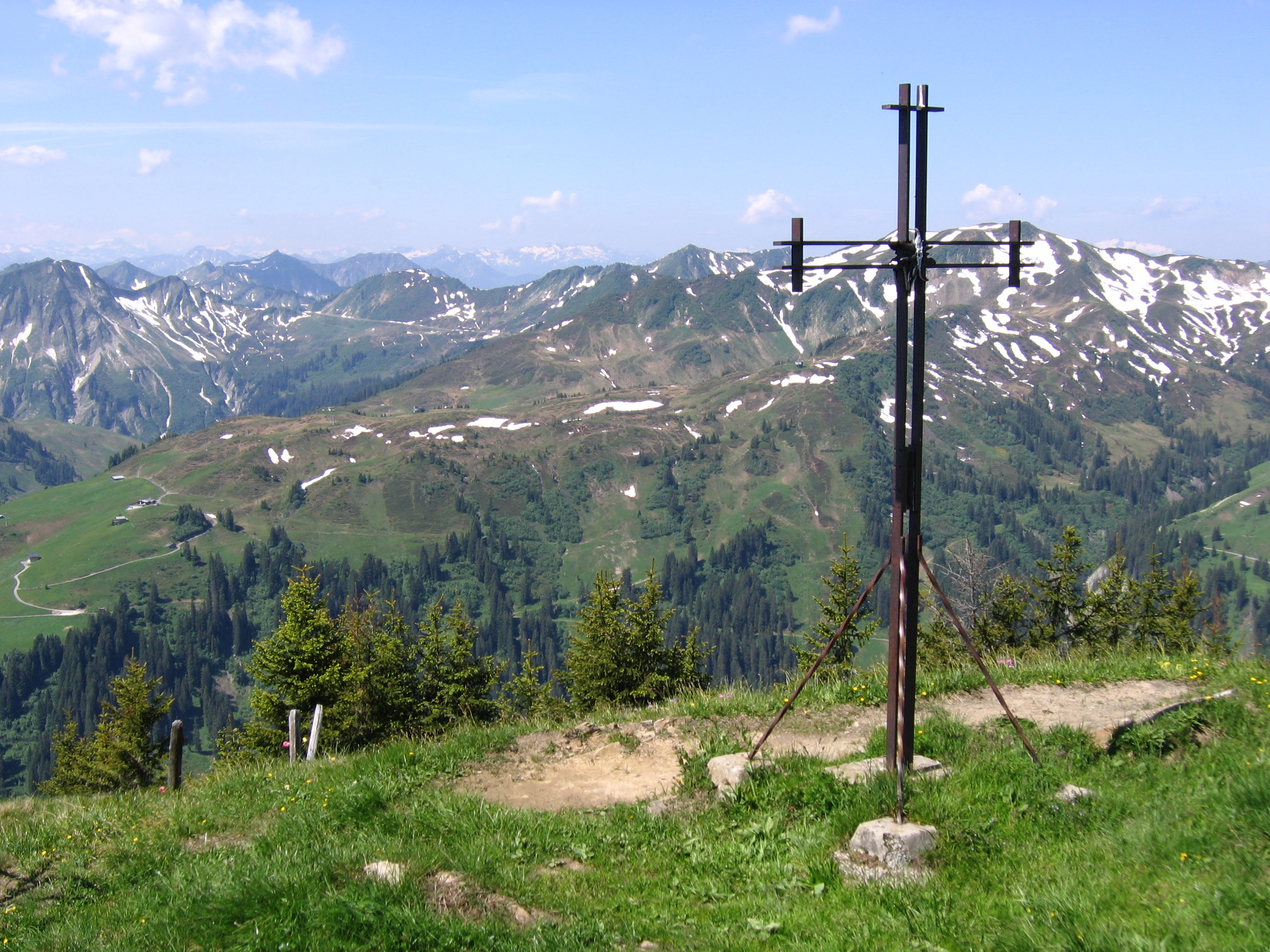
Gipfelkreuz des Elsenkopfs

Innerhalb der Damülser Berge hat die Kanisfluh durch ihre markante Erscheinung eine besondere Stellung. Für den Rest der Gebirgsgruppe verwendet der Alpenvereinsführer von 1977 die Bezeichnung „Damülser Berge“ (im engeren Sinne), die SOIUSA „Mittagspitzkamm“ und die Gebirgsgruppengliederung für das österreichische Höhlenverzeichnis „Damülser Mittagsspitz“.
In der folgenden Tabelle sind die benannten Gipfel und Sättel von Westen nach Osten aufgelistet.
| Sektor             | Gipfel/Sattel           | Höhe m ü. A. | Anmerkung                                          |
| ------------------ | ----------------------- | ------------ | -------------------------------------------------- |
| a. Mittagspitzkamm | Schafberg               | 1805         |                                                    |
| a. Mittagspitzkamm | Sünser Spitze           | 2061         |                                                    |
| a. Mittagspitzkamm | Sünserkopf              | 2032         |                                                    |
| a. Mittagspitzkamm | Sünser Joch             | 1911         | südlicher Nebenkamm am Sünserkopf                  |
| a. Mittagspitzkamm | Portlahorn              | 2010         | südlicher Nebenkamm am Sünserkopf                  |
| a. Mittagspitzkamm | Portlakopf              | 1905         | südlicher Nebenkamm am Sünserkopf                  |
| a. Mittagspitzkamm | Portler Fürkele         | 1813         | südlicher Nebenkamm am Sünserkopf                  |
| a. Mittagspitzkamm | Ragazer Blanken         | 2051         |                                                    |
| a. Mittagspitzkamm | Hochblanken             | 2068         |                                                    |
| a. Mittagspitzkamm | Kojenkopf               | 1583         | nördlicher Nebenkamm am Hochblanken                |
| a. Mittagspitzkamm | Hochblankensattel       | ca. 1970     |                                                    |
| a. Mittagspitzkamm | Hohes Licht             | ca. 2000     |                                                    |
| a. Mittagspitzkamm | Hochlichtsattel         | 1956         |                                                    |
| a. Mittagspitzkamm | Damülser Mittagsspitze  | 2095         | höchster Gipfel der Gruppe                         |
| a. Mittagspitzkamm | Bettlerkopf             | 1822         | nördlicher Nebenkamm an der Damülser Mittagsspitze |
| a. Mittagspitzkamm | Ugner Höhe              | ca. 1790     | südlicher Nebenkamm an der Damülser Mittagsspitze  |
| a. Mittagspitzkamm | Elsenkopf               | 1940         | südlicher Nebenkamm an der Damülser Mittagsspitze  |
| a. Mittagspitzkamm | Ugenjoch                | 1910         |                                                    |
| a. Mittagspitzkamm | Wannenkopf              | 2006         |                                                    |
| a. Mittagspitzkamm | Gungern                 | 2053         |                                                    |
| a. Mittagspitzkamm | Klippern                | 2066         |                                                    |
| a. Mittagspitzkamm | Korbschrofen            | 1828         | östlicher Nebenkamm am Klippern                    |
|                    | Wurzacher Eck           | 1639         |                                                    |
| b. Kanisfluh       | Hoher Stoß (Westgipfel) | 1806         |                                                    |
| b. Kanisfluh       | Hoher Stoß (Ostgipfel)  | 1948         |                                                    |
| b. Kanisfluh       | Holenke                 | 2044         | Hauptgipfel der Kanisfluh                          |
| b. Kanisfluh       | Runder Kopf             | 2014         |                                                    |
| b. Kanisfluh       | Sonnenspitz             | 1965         |                                                    |
| b. Kanisfluh       | Häle                    | 1510         |                                                    |
| b. Kanisfluh       | Wirmsäule               | 1534         |                                                    |

## Geologie
Die Damülser Berge liegen in der im Bregenzerwald ausgeprägten Helvetikumzone, die von Ostschweizerischen Charakter ist, und nach Norden in das Allgäu streicht. Südlich steht die Flyschzone an, an der die Gruppe im Südwesten auch Anteil hat.
Die Schichtfolge umfasst von Norden her Seewerkalk (Sünser Spitze, Ragatzer Blanken, Damülser Mittagsspitz, Ragatzer Schrofen), die grobbankigen, leicht mergeligen Kalke der Drusberg-Formation (Schafberg, Hochblanken, Klippern), Kieselkalk (zumeist unterhalb der Drusberg-Formation gelegen), Palfris-Formation, Zementstein-Formation, Quinterkalk (Kojenkopf, gesamter Kanisfluh), Mergel und Tonmergel der Schilt-Formation, sowie Leimernmergel (Ultrahelvetikum, im Gebiet zwischen Ragazalpe und Ugaalpe). Die Flyschzone zeigt sich mit Reiselsberger Sandstein (Schwabbrünnenserie) in den Gipfeln von Portlahorn, Portlakopf und Elsenkopf.

## Landschaft
Der Kamm streicht hauptsächlich in Ost-West-Richtung, von Au im Osten gegen das Furkajoch hin. Die Berge bilden nach Süden schöne grasreiche Hänge, nach Norden dominieren hohe Felswände (Blanken). Im Osten bricht die Kette in einer Wand über 1000 Höhenmeter ins Tal der Bregenzerach ab. Am Westrand der Gebirgsgruppe befindet sich mit dem Sünser See einer der größten Gebirgsseen des Bregenzerwaldgebirges.

## Naturschutz
Der Ostfuß der Kanisfluh – und damit das östliche Ende der gesamten Kette – ist als Natura-2000-Gebiet Unterargenstein geschützt. Das Naturschutzgebiet Auer Ried liegt am südlichen Hang der Kanisfluh, und Vorarlbergs größtes Naturschutzgebiet Hohe Kugel - Hoher Freschen - Mellental reicht von Westen her bis zur Linie Ragatzer Blanken – Sünser Joch – Portlahorn in die Damülser Berge hinein. Die gesamte Nordflanke sowie die höher gelegenen Teile des Südhangs der Kanisfluh stehen unter Landschaftsschutz.
Zahlreiche Gebiete an den Hängen der Damülser Berge sind im Biotopinventar Vorarlberg ausgewiesen, unter anderem der Wasserfall unter der Freudenberger Alpe (Biotop 22714) oder die Moore rund um die Hauseralpe (Biotope 22720 und 22721), am Ulfernbach (Biotope 22709, 22710 und 22713), um die Galtsuttisalpe (Biotope 22716, 22718 und 22719) und die Kanisalpe (Biotop 22707).
Die Nordhänge des Mittagsspitzkamms sowie der gesamte alpine Bereich der Kanisfluh sind als Großraumbiotop ausgewiesen.

## Erschließung  und Besiedlung
Damüls ist die einzige Siedlung im Gebiet der Damülser Berge und liegt talnah am Südhang der Mittagsspitzkette. Ansonsten sind die Hänge dieses Teils mit zahlreichen Alpen erschlossen, während sich an den steilen Flanken der Kanisfluh nur das Wirmbodenvorsäß, das Bühlenvorsäß, das Ahornenvorsäß und das Feursteinvorsäß finden.

## Tourismus

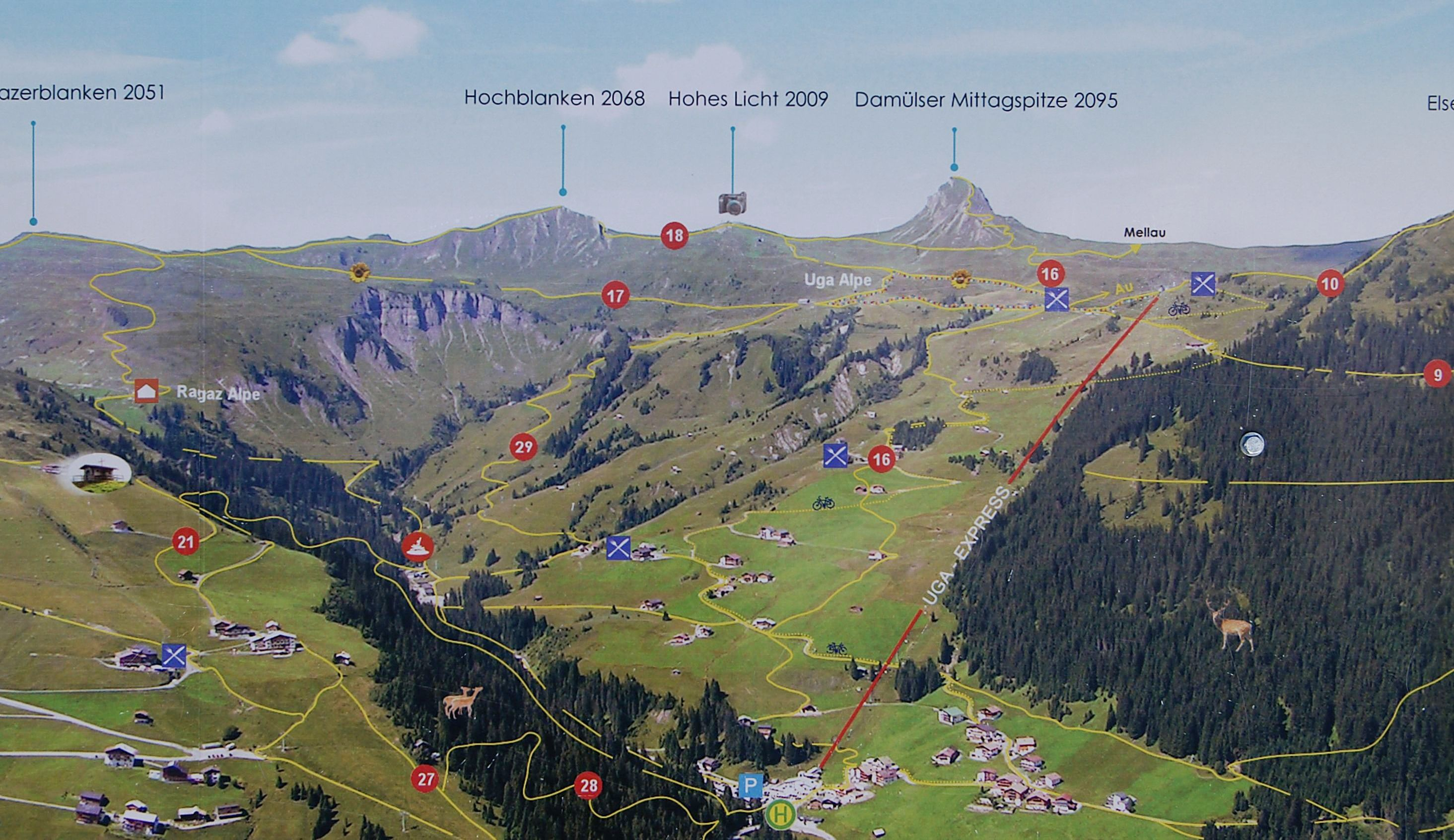
Lift- und Wegplan Damüls

Die Vorsäße und Alpen sind größtenteils durch Wanderwege erreichbar. Die Gipfel des Mittagsspitzkamms werden üblicherweise von Süden her bestiegen, lediglich auf die Sünser Spitze, den Hochblanken und den Bettlerkopf führen markierte Wanderwege auch von Norden her. Von der Kanisfluh ist nur der Hauptgipfel, die Holenke, über einen markierten Wanderweg erreichbar, weder die restlichen Gipfel noch die steilen Hänge sind touristisch erschlossen.
Der Mittagsspitzkamm ist ein Skigebiet und mit etlichen Liftanlagen erschlossen. Seit 2008 sind die Damülser und Mellauer Bergbahnen auch über den Kamm verbunden und bilden das Skigebiet Faschina–Damüls–Mellau.